# Studio Architektoniczne Kwadrat
Studio Architektoniczne Kwadrat Sp. z o.o. Sp. k. – polska pracownia architektoniczna działająca założona w 1989 z siedzibą w Gdyni. Wielokrotny laureat nagród w ramach konkursu Najlepsza Gdańska Realizacja Architektoniczna, odpowiedzialna za projekt siedziby Muzeum II Wojny Światowej w Gdańsku.

## Historia
Pracownia została założona w 1989 przez Jerzego Kaczorowskiego, Jacka Droszcza i Adama Drohomireckiego. Od 1995 posiada własną siedzibę w Gdyni. Zarządzana jest przez Jacka Droszcza i Bazylego Domstę.

## Wybrane realizacje
| Rok ukończenia | Obiekt                                      | Obiekt | Lokalizacja |       |
| -------------- | ------------------------------------------- | ------ | ----------- | ----- |
| 2006           | budynek biurowy Vectra                      |        | Gdynia      | [ 2 ] |
| 2007           | Kościół Trójcy Świętej w Gdyni-Dąbrowie     |        | Gdynia      | [ 3 ] |
| 2007           | Galeria Bałtycka                            |        | Gdańsk      | [ 2 ] |
| 2011           | budynek mieszkalno-usługowy Transatlantyk   |        | Gdynia      | [ 4 ] |
| 2014           | zespół zabudowy mieszkaniowej Brabank       |        | Gdańsk      | [ 5 ] |
| 2017           | Muzeum II Wojny Światowej w Gdańsku         |        | Gdańsk      | [ 5 ] |
| 2019           | zespół zabudowy handlowo-usługowej Granaria |        | Gdańsk      | [ 6 ] |

## Nagrody i wyróżnienia
- I nagroda w konkursie Najlepsza Gdańska Realizacja Architektoniczna za zespół zabudowy handlowo-usługowej Granaria (2019)[6]
- I nagroda w konkursie Polski Cement w Architekturze za siedzibę Muzeum II Wojny Światowej w Gdańsku (2018)[7]
- Nagroda specjalna w konkursie Najlepsza Gdańska Realizacja Architektoniczna za siedzibę Muzeum II Wojny Światowej w Gdańsku (2017)[5]
- I nagroda w konkursie Najlepsza Gdańska Realizacja Architektoniczna za zespół zabudowy mieszkaniowej Brabank (2017)[5]